# Мохаммед Нур
Мохаммед Нур (араб. Mohammed Noor, нар. 26 лютого 1978, Мекка) — саудівський футболіст, що грав на позиції півзахисника.
Виступав за «Аль-Іттіхад» та «Аль-Наср», а також національну збірну Саудівської Аравії. Учасник чемпіонату світу 2002 і 2006 років.

## Клубна кар'єра
Народився 26 лютого 1978 року в місті Мекка. Вихованець футбольної школи клубу «Аль-Іттіхад». Дорослу футбольну кар'єру розпочав 1996 року в основній команді того ж клубу, в якій провів сімнадцять сезонів, взявши участь у 355 матчах чемпіонату.  Більшість часу, проведеного у складі «Аль-Іттіхада», був основним гравцем команди. У складі «Аль-Іттіхада» був одним з головних бомбардирів команди, маючи середню результативність на рівні 0,35 голу за гру першості, завоювавши за цей час у складі команди 5 разів титул чемпіона Саудівської Аравії, 2 титули володаря Кубку наслідного принца Саудівської Аравії, 1 раз вигравши Кубок Саудівської федерації футболу, ставши фіналістом першого в історії Саудівського кубка чемпіонів, двічі виграв Лігу чемпіонів АФК, 1 раз Кубок володарів кубків Азії, 1 раз ставши переможцем Арабської ліги чемпіонів, 2 рази ставши володарем Саудівсько-Єгипетського суперкубка і 1 раз Клубного кубка чемпіонів Перської затоки.
Протягом 2013—2014 років захищав кольори команди клубу «Аль-Наср» (Ер-Ріяд).
Завершив професійну ігрову кар'єру у клубі «Аль-Іттіхад», у складі якого вже виступав раніше. Прийшов до команди 2014 року, захищав її кольори до припинення виступів на професійному рівні у 2016 році.

## Виступи за збірну
1999 року дебютував в офіційних матчах у складі національної збірної Саудівської Аравії. Того ж року поїхав на Кубок конфедерацій 1999 року у Мексиці, де дійшов з командою до півфіналу і зайняв 4 місце.
Згодом у складі збірної був учасником кубка Азії 2000 року у Лівані, де разом з командою здобув «срібло», чемпіонату світу 2002 року в Японії і Південній Кореї та чемпіонату світу 2006 року у Німеччині, а також володарем Кубку арабських націй і двічі Кубку націй Перської затоки.
Протягом кар'єри у національній команді, яка тривала 14 років, провів у формі головної команди країни 96 матчів, забивши 8 голів.

## Досягнення

### Клубні
- Чемпіон Саудівської Аравії (5): 1998/99, 1999/00, 2000/01, 2002/03, 2006/07
- Володар Кубка наслідного принца Саудівської Аравії (2): 2000/01, 2003/04
- Володар Кубку федерації футболу Саудівської (1): 1998/99
- Фіналіст Саудівського кубка чемпіонів (1): 2008
- Переможець Ліги чемпіонів АФК (2): 2004, 2005
- Володар Кубку володарів кубків Азії (1): 1999
- Переможець Арабської ліги чемпіонів (1): 2004/05
- Володар Саудівсько-Єгипетського суперкубка (2): 2001, 2003
- Володар Клубного кубка чемпіонів Перської затоки (1): 1999

### Збірна
- Фіналіст Кубка Азії (1): 2000
- Володар Кубка арабських націй (1): 2002
- Володар Кубка націй Перської затоки (2): 2002, 2003

### Особисті
- Найцінніший гравець Кубку арабських націй (1): 2002
- Арабська футболіст року: (1): 2003